# فهرست رکوردهای رالی داکار
این فهرستی از رکوردهای رالی داکار از سال ۱۹۷۹ است.
این فهرست رکوردهای رالی داکار تا پایان رالی داکار ۲۰۲۴ را نشان می‌دهد.
این فهرست شامل برندگان رانندگان و سازندگان در مراحل جوکر، مقدماتی و اصلی است.
اسامی پر رنگ رانندگان فعال را نشان می‌دهد.

## موتور
|    | موتورسوار        | سال‌ها                        | تعداد برد |
| -- | ---------------- | ---------------------------- | --------- |
| ۱  | استفان پیترهانسل | ۱۹۹۱–۹۳, ۱۹۹۵, ۱۹۹۷, ۱۹۹۸    | ۶         |
| ۲  | سیریل نوو        | ۱۹۷۹, ۱۹۸۰, ۱۹۸۲, ۱۹۸۶, ۱۹۸۷ | ۵         |
| ۲  | سیریل دسپرس      | ۲۰۰۵, ۲۰۰۷, ۲۰۱۰, ۲۰۱۲, ۲۰۱۳ | ۵         |
| ۲  | مارک کوما        | ۲۰۰۶, ۲۰۰۹, ۲۰۱۱, ۲۰۱۴, ۲۰۱۵ | ۵         |
| ۵  | ادی اریولی       | ۱۹۸۸, ۱۹۹۰, ۱۹۹۴, ۱۹۹۶       | ۴         |
| ۶  | ریچارد سینکت     | ۱۹۹۹, ۲۰۰۰, ۲۰۰۳             | ۳         |
| ۷  | هوبرت اوریول     | ۱۹۸۱, ۱۹۸۳                   | ۲         |
| ۷  | گاستون رهیر      | ۱۹۸۴, ۱۹۸۵                   | ۲         |
| ۷  | فابریزیو میونی   | ۲۰۰۱, ۲۰۰۲                   | ۲         |
| ۷  | توبی پرایس       | ۲۰۱۶, ۲۰۱۹                   | ۲         |
| ۷  | سم ساندرلند      | ۲۰۱۷, ۲۰۲۲                   | ۲         |
| ۷  | کوین بناویدس     | ۲۰۲۱, ۲۰۲۳                   | ۲         |
| ۷  | ریکی برابک       | ۲۰۲۰, ۲۰۲۴                   | ۲         |
| ۱۲ | ژیل لالای        | ۱۹۸۹                         | ۱         |
| ۱۲ | نانی روما        | ۲۰۰۴                         | ۱         |
| ۱۲ | ماتیاس واکنر     | ۲۰۱۸                         | ۱         |

|    | موتورسوار        | تعداد برد |
| -- | ---------------- | --------- |
| ۱  | استفان پیترهانسل | ۳۳        |
| ۱  | سیریل دسپرس      | ۳۳        |
| ۳  | جوآن باردا       | ۳۰        |
| ۴  | جوردی آرکارونز   | ۲۷        |
| ۵  | مارک کوما        | ۲۵        |
| ۶  | هوبرت اوریول     | ۲۴        |
| ۷  | الساندرو دی پتری | ۱۹        |
| ۸  | ادی اوریولی      | ۱۷        |
| ۸  | گاستون رهیر      | ۱۷        |
| ۱۰ | ریچارد سینکت     | ۱۵        |
| ۱۰ | توبی پرایس       | ۱۵        |

|    | راننده           |   |   |   | Total |
| -- | ---------------- | - | - | - | ----- |
| ۱  | استفان پیترهانسل | ۶ | ۰ | ۰ | ۶     |
| ۲  | سیریل دسپرس      | ۵ | ۴ | ۱ | ۱۰    |
| ۳  | مارک کوما        | ۵ | ۲ | ۰ | ۷     |
| ۴  | ادی اوریولی      | ۴ | ۱ | ۱ | ۶     |
| ۵  | سیریل نئوو       | ۵ | ۰ | ۰ | ۵     |
| ۶  | ریچارد سینکت     | ۳ | ۱ | ۱ | ۵     |
| ۷  | هوبرت اوریول     | ۳ | ۱ | ۰ | ۴     |
| ۸  | توبی پرایس       | ۲ | ۱ | ۳ | ۶     |
| ۹  | فابریزیو میونی   | ۲ | ۱ | ۲ | ۵     |
| ۱۰ | کوین بناویدس     | ۲ | ۱ | ۰ | ۳     |
| ۱۱ | گاستون رهیر      | ۲ | ۰ | ۱ | ۳     |
| ۱۱ | سم ساندرلند      | ۲ | ۰ | ۱ | ۳     |
| ۱۱ | ریکی برابک       | ۲ | ۰ | ۱ | ۳     |
| ۱۳ | ژیل لالای        | ۱ | ۲ | ۱ | ۴     |
| ۱۳ | ماتیاس واکنر     | ۱ | ۲ | ۱ | ۴     |
| ۱۵ | نانی روما        | ۱ | ۰ | ۰ | ۱     |
| ۱۶ | جوردی آرکارونز   | ۰ | ۴ | ۲ | ۶     |

|   | موتورسوار              | سال‌ها      | تعداد برد |
| - | ---------------------- | ---------- | --------- |
| ۱ | هوبرت اوریول           | ۱۹۸۴       | ۹         |
| ۲ | استفان پیترهانسل       | ۱۹۹۷       | ۷         |
| ۳ | جوردی آرکارونز         | ۱۹۹۳, ۱۹۹۴ | ۶         |
| ۳ | الساندرو دی پتری       | ۱۹۹۰       | ۶         |
| ۳ | چاک استارنز            | ۱۹۸۵       | ۶         |
| ۶ | Heinz Kinigadner       | ۱۹۹۵       | ۵         |
| ۶ | فرانسیسکو لوپز کنتاردو | ۲۰۱۳       | ۵         |
| ۶ | جوآن باردا             | ۲۰۱۴       | ۵         |
| ۶ | توبی پرایس             | ۲۰۱۶       | ۵         |

|   | سازنده | سال‌ها                            | تعداد برد |
| - | ------ | -------------------------------- | --------- |
| ۱ | کی‌تی‌ام | ۲۰۰۱–۲۰۱۹, ۲۰۲۳                  | ۱۹        |
| ۲ | یاماها | ۱۹۷۹, ۱۹۸۰, ۱۹۹۱–۱۹۹۳, ۱۹۹۵–۱۹۹۸ | ۹         |
| ۳ | هوندا  | ۱۹۸۲, ۱۹۸۶–۱۹۸۹, ۲۰۲۰–۲۰۲۱, ۲۰۲۴ | ۸         |
| ۴ | بی‌ام‌و  | ۱۹۸۱, ۱۹۸۳–۱۹۸۵, ۱۹۹۹–۲۰۰۰       | ۶         |
| ۵ | کاگیوا | ۱۹۹۰, ۱۹۹۴                       | ۲         |
| ۶ | گس گس  | ۲۰۲۲                             | ۱         |

|    | سازنده            | تعداد برد |
| -- | ----------------- | --------- |
| ۱  | کی‌تی‌ام            | ۲۳۵       |
| ۲  | یاماها            | ۱۴۰       |
| ۳  | هوندا             | ۱۰۹       |
| ۴  | کاگیوا            | ۵۹        |
| ۵  | بی‌ام‌و             | ۴۸        |
| ۶  | Husqvarna         | ۱۴        |
| ۷  | سوزوکی            | ۱۰        |
| ۸  | اپریلیا موتور     | ۵         |
| ۸  | شرکو              | ۵         |
| ۸  | گس گس             | ۵         |
| ۸  | هیرو موتور کمپانی | ۵         |
| ۱۲ | Gilera            | ۳         |
| ۱۳ | Barigo            | ۲         |
| ۱۴ | Kawasaki          | ۱         |

|   | ملیت                | تعداد برد |
| - | ------------------- | --------- |
| ۱ | فرانسه              | ۲۲        |
| ۲ | ایتالیا             | ۶         |
| ۲ | اسپانیا             | ۶         |
| ۴ | بلژیک               | ۲         |
| ۴ | استرالیا            | ۲         |
| ۴ | بریتانیا            | ۲         |
| ۴ | آرژانتین            | ۲         |
| ۴ | ایالات متحده آمریکا | ۲         |
| ۹ | اتریش               | ۱         |

| رتبه | ملیت                | سازنده          |    |    |    |
| ---- | ------------------- | --------------- | -- | -- | -- |
| ۱    | فرانسه              |                 | ۲۲ | ۱۶ | ۱۵ |
| ۲    | اتریش               | KTM             | ۲۰ | ۱۷ | ۱۸ |
| ۳    | ژاپن                | Honda, Yamaha   | ۱۷ | ۱۶ | ۱۸ |
| ۴    | اسپانیا             | Gas Gas         | ۷  | ۱۰ | ۴  |
| ۵    | ایتالیا             | Aprilia, Cagiva | ۶  | ۸  | ۸  |
| ۶    | آلمان               | BMW             | ۶  | ۱  | ۲  |
| ۷    | ایالات متحده آمریکا |                 | ۲  | ۲  | ۳  |
| ۸    | استرالیا            |                 | ۲  | ۱  | ۴  |
| ۹    | آرژانتین            |                 | ۲  | ۱  |    |
| ۱۰   | بریتانیا            |                 | ۲  |    | ۲  |
| ۱۱   | بلژیک               |                 | ۲  |    | ۱  |
| ۱۲   | شیلی                |                 |    | ۲  | ۳  |
| ۱۳   | پرتغال              |                 |    | ۲  | ۲  |
| ۱۴   | آفریقای جنوبی       |                 |    | ۱  | ۲  |
| ۱۵   | سوئد                | Husqvarna       |    | ۱  | ۲  |
| ۱۶   | نروژ                |                 |    | ۱  |    |
| ۱۷   | اسلوونی             |                 |    | ۱  |    |
| ۱۹   | بوتسوانا            |                 |    | ۱  |    |
| ۲۰   | هند                 | Hero            |    | ۱  |    |